# Феликс Хофман (инжењер)
Феликс Хофман (1830–1914), рударски инжењер, заслужан за отварање многих рудишта у Србији, академик, био је члан Српске Краљевске Академије, члан Српског ученог друштва, почасни члан Српске Академије Наука.

## Биографија
Феликс Хофман је рођен 1830. године у граду Нова Молдава у Румунији. Школовање је завршио на рударској академији у Шемницу. Потиче из рударске породице, његови преци су били рудари а неки чак и власници рудника у Банату.
Први пут долази у Србију 1856. године као млад инжењер и посећује руднике Мајданпека (Рудна глава, Црнајка и Кучајна).
На позив Кнеза Михаила досељава се у Србију 1862. године. Након закупа државних рудника Кучајне на површини од 160 хектара на временски период од 50 година, запошљава рударе из свог родног краја. Након десет година, направио је узоран рудник, огњиште за одвајање олова од племенитих метала, топионицу цинка и олова, али од њих није имао никакве користи те ступа у државну службу. У државној служби је био 17 година.
Од јуна до августа 1874. године Министарство финансија ангажује Феликса Хофмана да истражи угљени предео на простору Сења, за потребе пруге Београд-Ћуприја-Ниш. Исти предео истражује и 1879. године, где му пажњу привлаче остаци старог рударства (рударски алат, лампе, метални новац...) које је нашао. Наишао је и на руду гвожђа са 84% чистоће. Неке од примерака изложио је на рударској изложби у Будимпешти 1885. године. Године 1889. на Париској изложби открива јавности велико налазиште руде бакра у Бору, након чега оснива Тимочки рударски синдикат Ђорђа Вајферта.
Рудник у Бору је отворен 1903. године, а за његово отварање заслужни су Феликс Хофман који је извршио геолошка истраживања руде бакра, затим Ђорђе Вајферт (као велики индустријалац, између осталог власник пиваре у Београду и Панчеву) коме је био потребан угаљ а значајан је и технички допринос инжењера Фрање Шистека.
Феликс Хофман је био заслужан за истраживање и отварање многих рудишта у Србији:
- рудник живе на Авали,
- угљенокопи у Ресави и Мелници,
- рудишта на Благојевом камену (рудник злата површине 410 хектара),
- рудиште у околини Луке и Танде,
- гвоздено рудиште у Црнајки,
- рудишта каменог угља између Млаве и Пека,
- рудишта угља око Мироча,
- давао је стручне савете на рудишту злата на Дели Јовану.

Феликс Хорман је пронашао археолошко налазиште праисторијског човека и први у Србији истраживао пећине. Прво испитивање Лазареве пећине код Злота обавио је 1882. године. Пошто је предано записивао сва своја запажања и истраживања, објавио их је у „Гласнику“ исте године. Након седам година спелеолошка испитивања Злотске пећине обавио је и Јован Цвијић.
Феликс Хофман је објавио и монографију о рудним теренима у Србији, о Мајданпечким рудницима и Сењском руднику.
Био је почасни члан Српског ученог друштва, редован члан Одбора за науку и почасни члан Српске краљевске академије.
Феликс Хофман је умро фебруара 1914. године у Белој Цркви у Банату, у 84. години живота.